# Wentylator strumieniowy
Wentylator strumieniowy – jedna z możliwych konstrukcji wentylatora osiowego. Bywają także nazywane wentylatorami impulsowymi.
Wentylatory strumieniowe przeznaczone są do wentylacji wielkokubaturowych przestrzeni takich jak zamknięte garaże czy tunele. Służą one w głównej mierze do oczyszczenia zanieczyszczonego powietrza przy przekroczeniu stężenia gazów CO, NOx lub LPG  oraz do usuwania dymu podczas pożaru. Ich zadaniem jest także wspomaganie akcji gaśniczo-ratowniczych, gdyż odprowadzenie dymu umożliwia rozpoczęcie sprawnej i skutecznej akcji w pobliżu ogniska pożaru, a zmniejszenie temperatury minimalizuje szkody w konstrukcji budynku.
Działanie wentylatora strumieniowego polega na wytworzeniu impulsu wywołanego przez niewielką ilość powietrza o dużej prędkości, która umożliwia porywanie dużych mas powietrza o niewielkiej prędkości. W przypadku pożaru powietrze napływające z punktów nawiewnych miesza się z dymem i za pomocą wentylatorów przetłaczane jest w kierunku punktów wyciągowych i następnie usuwane na zewnątrz strefy objętej pożarem. W zależności od specyfiki miejsca zastosowania stosuje się wentylatory z przepływem jednokierunkowym lub dwukierunkowym (wentylatory rewersyjne).
Zalety wentylatorów strumieniowych:
- krótki czas reakcji na sygnał alarmu przeciwpożarowego,
- skuteczna wentylacja (wymiana powietrza następuje w całej kubaturze pomieszczenia),
- wentylatory proste w obsłudze i konserwacji,
- łatwy montaż,
- niskie koszty wykonania systemu i eksploatacji,